# Jean Gaston Darboux
Jean Gaston Darboux (Nîmes, 14 agosto 1842 – Parigi, 23 febbraio 1917) è stato un matematico francese.

## Biografia
Contribuì in modo significativo alla geometria e all'analisi matematica, come ad esempio nel campo delle equazioni differenziali. Fu il biografo di Henri Poincaré. Ricevette la laurea dall'École normale supérieure nel 1866. Nel 1884 fu eletto alla Accademia francese delle scienze. Nel 1900 fu nominato presidente permanente dell'Accademia.

## Opere
- Leçons sur la Théorie Générale des Surfaces t. I (Gauthier-Villars 1887)
- Leçons sur la Théorie Générale des Surfaces t. II (Gauthier-Villars 1887)
- Leçons sur la Théorie Générale des Surfaces t. III (Gauthier-Villars 1887)
- Leçons sur la Théorie Générale des Surfaces t. IV (Gauthier-Villars 1887)